# Carlos Alberto Arroyo Bermúdez
Carlos Alberto Arroyo Bermúdez (Fajardo, Puerto Rico, 30 de juliol de 1979) és un jugador de bàsquet porto-riqueny professional que ha jugat en diferents equips de l'NBA i de l'ACB. Arroyo és el cinquè jugador de Puerto Rico en jugar a l'NBA.
Arroyo ha jugat a l'NBA, l'NCAA, l'ACB, i a la Lliga de Bàsquet Nacional Superior de Puerto Rico, i va ser un dels jugadors de la selecció porto-riquenya de bàsquet que va derrotar els Estats Units als Jocs Olímpics de 2004 i també va representar Puerto Rico en el Mundial de 2006.

## Carrera
Arroyo va començar la seva carrera en la Lliga de Bàsquet Nacional Superior de Puerto Rico, on va debutar amb el Fajardo Cariduros i posteriorment va jugar per al Santurce Crabbers. Durant la seva participació amb l'equip el Crabbers va guanyar quatre títols consecutius nacionals el 1998, 1999, 2000, 2001 i 2003, guanyant cinc campionats de lliga en sis anys.
Arroyo també va estudiar a la Universitat Internacional de Florida entre 1998 i 2001, on ell va jugar per a l'equip del campus, les Golden Panthers. Va jugar amb l'equip quatre anys, establint diversos registres en la història de l'equip. Entre això registra el rècord de tots els temps en assistències, havent fet 459 assistències. Arroyo és també l'únic jugador de la Universitat Internacional de Florida en haver marcat més de sis-cents punts en una temporada. Està en la segona posició global en marcació de tots els temps, que ha marcat 1,600 punts a tot arreu de la seva carrera d'universitat, amb un terme mitjà de 16.0 punts per joc i 4.6 assitències per joc en 100 partits. Arroyo també va ser seleccionat com un membre de la Sun Belt Conference's All-Star team en dues ocasions. El 5 de gener de 2007, la Universitat Internacional de Florida va presentar una cerimònia on el nombre (30) d'universitat d'Arroyo simbòlicament va ser retirat per a reconèixer el seu funcionament amb l'equip de la institució.
Després de la llicenciar-se, Arroyo va ser fitxat pels Toronto Raptors per jugar la temporada 2001-02 de l'NBA, però va ser alliberat el gener de 2002, jugant breument a la Lliga ACB amb el TAU Ceràmica abans de signar pels Denver Nuggets al març del mateix any. Ell va veure la seva carrera molt limitada amb els dos equips, jugant només disset partits amb els Raptors i vint amb els Nuggets abans d'acabar la seva temporada inicial a l'NBA. Només va jugar una mitjana de 9.7 minuts per partit durant aquells trenta-set partits.

### Utah Jazz
Amb el retir imminent de John Stockton, els Utah Jazz va necessitar un base confiable i van veure a Arroyo com el jugador que podria omplir el buit, adquirint-lo per a començar la temporada 2002-03, restant a la banqueta i va substituir una vegada Stockton es retirà i Jackson s'uní als Houston Rockets abans del principi de la temporada 2003-04. El 14 de novembre, va trencar el registre per marcar la major quantitat de punts d'un porto-riqueny en un partit de l'NBA, marcant 30 punts contra Minnesota Timberwolves.

### Detroit Pistons
Durant la temporada 2004-05 amb els Utah Jazz, Arroyo va tenir diverses discussions amb Sloan. Tard o d'hora va començar a passar més minuts a la banqueta que a la pista. El gener de 2005, Arroyo va ser traspassat a Detroit Pistons a canvi del veterà Elden Campbell (qui ràpidament seria renunciat i més tard ser reclamat pels Pistons). Amb els Pistons, Arroyo va ser el segon porto-riquenc en guanyar un campionat NBA.
Al principi, amb l'entrenador dels Pistons, Arroyo va rebre més minuts de joc. Ell va conduir l'equip a la victoria diverses vegades a pesar de jugar menys minuts que altres jugadors. No obstant això, altra vegada, els seus minuts van disminuir a mesura que transcurria la temporada.

### Orlando Magic
El 15 de febrer de 2006, Arroyo va ser traspassat, juntament amb Darko Milicic dels Detroit Pistons l'Orlando Magic, a canvi de Kelvin Cato i una futura opció a la primera ronda del Draft. Arroyo va començar la temporada 2006-07 com el punt de reserva de l'equip. Orlando Magic va començar la temporada 2007-08 amb el nou entrenador Stan Van Gundy, com a base de reserva.

### Maccabi de Tel Aviv
La temporada 2008-09, va jugar pel Maccabi Tel Aviv a la Superlliga israeliana, guanyant el campionat de la lliga, sent el jugador més valuós de la final.

### Miami Heat
El 2009 Carlos Arroyo es va incorporar als Miami Heat, on va ser titular durant 34 partits i va continuar a la plantilla durant els primers mesos de la temporada següent, quan Lebron James i Chris Bosh van incorporar-se-hi, però el jugador va ser tallat a finals del mes de febrer.

### Boston Celtics
Després de ser tallat pels Miami Heat, els Boston Celtics van decidir fitxar Arroyo per garantir un relleu fiable en la posició de base per a Rajon Rondo, després del traspàs de Nate Robinson a Oklahoma City Thunder, davant les lesions de Delonte West i la inexperiència de Avery Bradley.

### Futbol Club Barcelona
L'estiu de 2015 va firmar un contracte per una temporada amb el Futbol Club Barcelona.